# 보이오티아 전쟁
보이오티아 전쟁(Boeotian War) 또는 테바이 전쟁(Theban War)은 기원전 378년경에 테바이와 스파르타의 갈등의 결과 발발했다. 이 전쟁은 6년간 지속된 것으로 추정된다.

## 배경

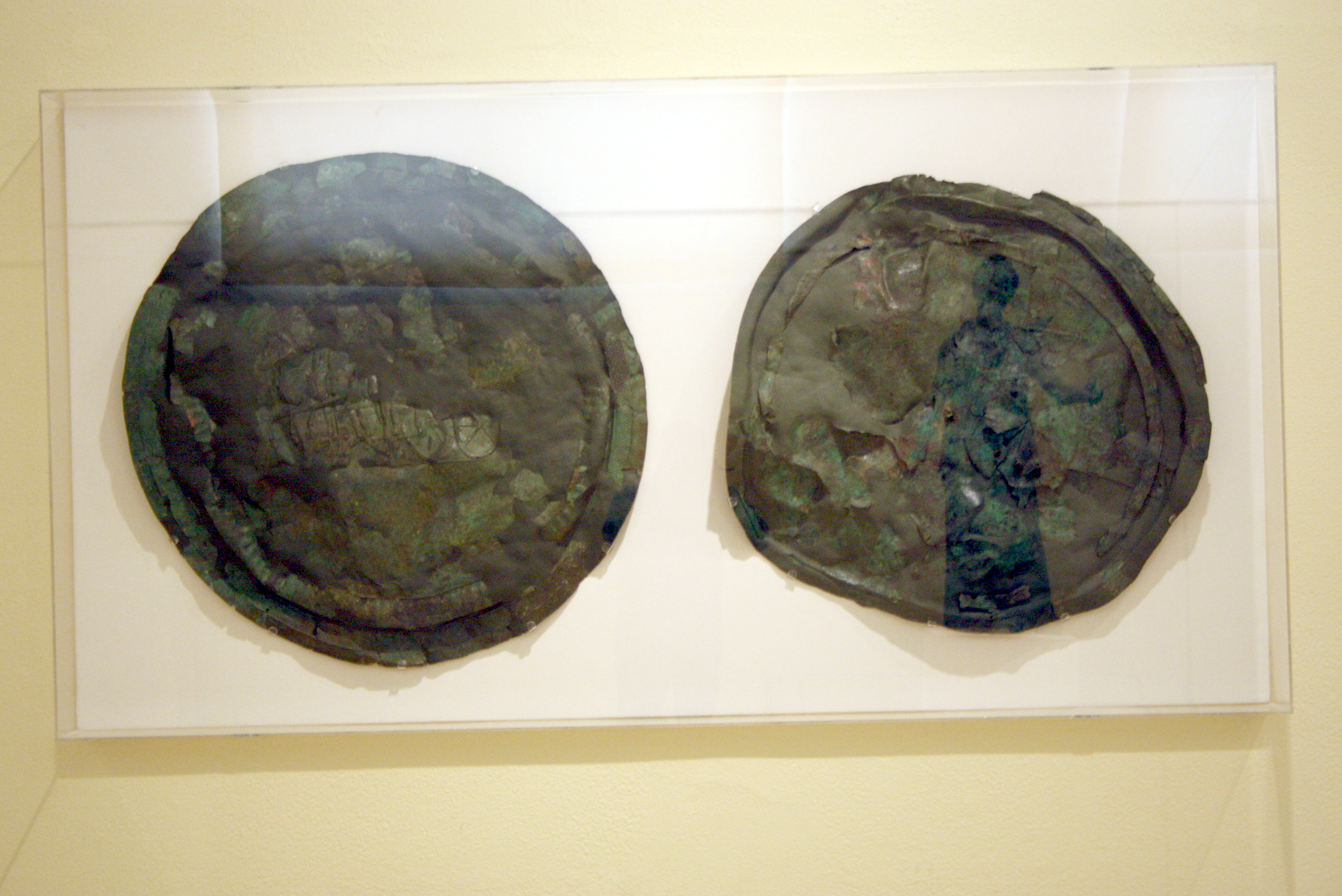
호플리테스의 방패

에파메이논다스와 펠로피다스를 포함한 추방자(해방자들)들이 스파르타와 그들의 지원하는 도시 국가에 반란을 일으켰다. 그들에게는 소규모의 아테네인 조력자만 있었을 뿐이었다. 그러나, 테바이 인들은 스파르타 인과 좋은 관계를 유지하고 싶어했다. 기원전 378년경, 테바이에서 발발한 반란으로 3명의 의원들이 암살되고, 스파르타 주둔군이 추방되었다. 클레옴브로토스 1세가 이끄는 원정군이 테바이를 침공했다. 원정군이 거둔 성과는 미미하였지만, 테스피아이에 스포드리아스 휘하의 주둔군을 남겼다. 그해 겨울 스포드리아스는 피레아스 기습을 시도했으나 완패를 당했다. 스포드리아스는 명령대로 행동하지 않았고, 재판에 회부되었다. 그러나 그는 무혐의로 풀려났고, 이것은 아테네가 테바이의 종주국을 선언하게 했다.

## 전쟁
스파르타의 왕 아게실라오스 2세가 이끄는 스파르타 군은 성과를 제대로 거두지 못했다.

## 참고자료
- Nigel Kennell, Spartans, a new history, 2010
- Henry Smith Williams (Ed.) The Historians' History of the World, vol 4